# Engel & Völkers
Engel & Völkers es una compañía internacional de servicios inmobiliarios con sede en Hamburgo, Alemania. La empresa fue fundada en 1977 como Engel & Cie por Dirk Engel y está especializada en la intermediación de propiedades residenciales y comerciales de alto standing.
En la década de 1990, bajo la dirección de Christian Völkers, la empresa comenzó su expansión internacionale introdujo un modelo de franquicia. Los fondos de Permira adquirieron la mayoría de las acciones en 2021.

## Historia

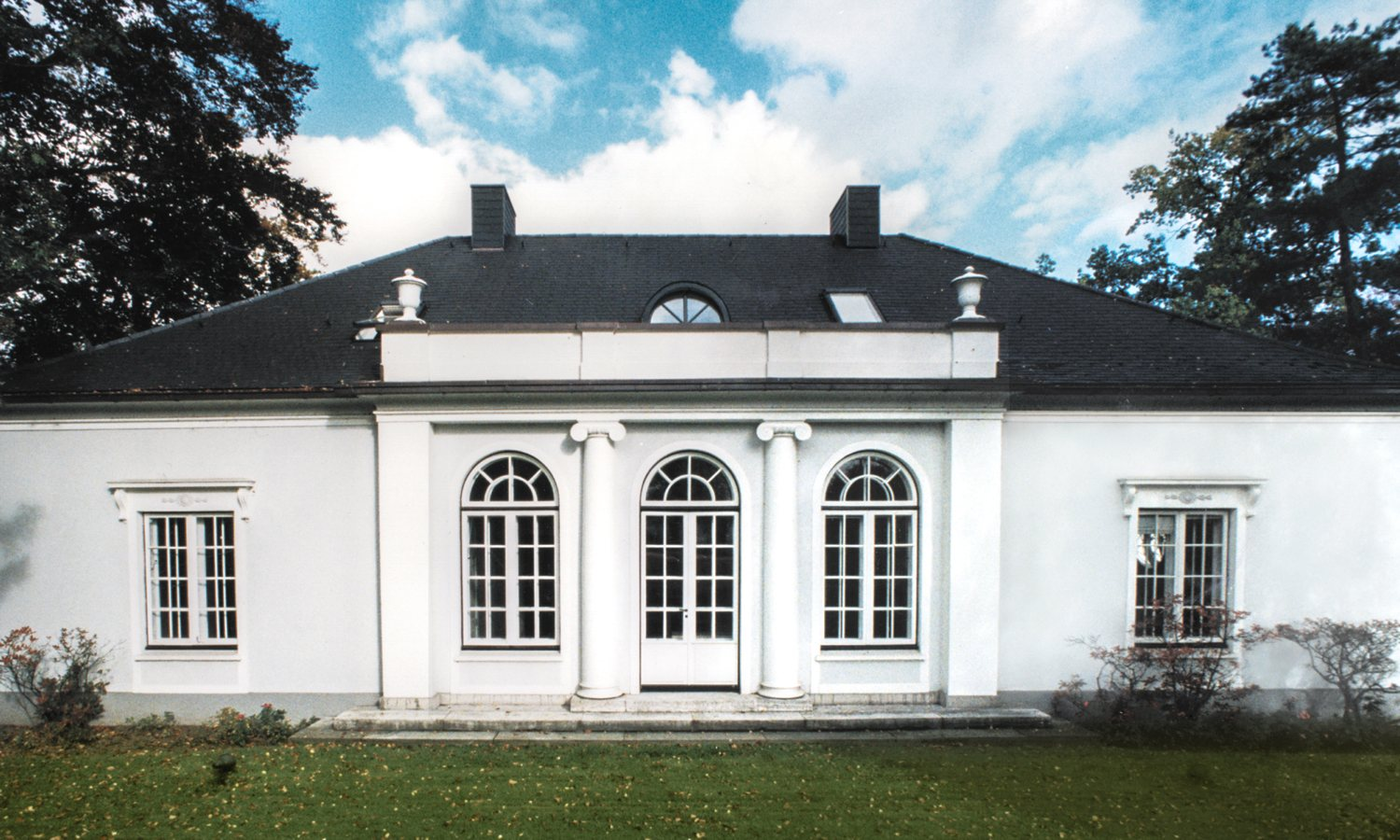
Villa en la Elbchaussee en Hamburgo

### Fundación de Engel & Cie.
En 1977, Dirk Engel estableció su propia agencia inmobiliaria en Hamburgo. En 1980, Engel abrió una oficina en una villa en Elbchaussee. La villa formó parte del logotipo durante muchos años y todavía sigue presente en la identidad de la marca.
En 1981, Christian Völkers se unió a la empresa como socio gerente. Dirk Engel y Christian Völkers eran amigos desde su juventud. Tras el fallecimiento de Engel en 1986, Völkers adquirió las acciones de su socio y continuó dirigiendo Engel & Cie. bajo el nombre de Engel & Völkers. También amplió el negocio del sector residencial al inmobiliario comercial.

### Expansión internacional
En 1990, Engel & Völkers abrió su primera oficina fuera de Alemania en Palma de Mallorca. Siguieron otras oficinas en España (1999), Suiza y Austria (2001), y otros países.
La compañía colabora con socios licenciatarios seleccionados para entrar en nuevos mercados. Esto llevó al desarrollo del modelo de franquicia, que se introdujo en 1998 para agentes inmobiliarios independientes que quisieran operar bajo la marca Engel & Völkers. Previamente, se desarrolló el concepto de tiendas Engel & Völkers, se estandarizó la identidad corporativa y se realizaron inversiones en formación y desarrollo profesional. Un ejemplo es la creación, en 1995, de la academia interna de Engel & Völkers.
En los años siguientes, Engel & Völkers se centró en una mayor internacionalización. En 2005, la empresa entró en el mercado estadounidense y abrió una oficina en Nueva York en 2014. En 2006, Engel & Völkers abrió su primera oficina en Sudáfrica.
A finales de la década de 2000, la compañía amplió su gama de servicios en el segmento de lujo. Un ejemplo de ello es su entrada en la intermediación de yates, a los que más tarde se añadieron los jets privados. Engel & Völkers también puso en marcha una escuela de polo y organizó torneos de polo. Para satisfacer las demandas de clientes de alto poder adquisitivo y empresariales, la empresa desarrolló la división Engel & Völkers private office.
En 2008, se fundó Engel & Völkers Charity como una organización sin ánimo de lucro, con el objetivo de de facilitar el acceso a la educación a los niños África Occidental.
En 2014, se incorporó la financiación inmobiliaria como nueva área de negocio, quo hoy es una división del grupo Engel & Völkers.

### Acontecimientos recientes
En 2018, Engel & Völkers se trasladó su a una nueva sede aen la HafenCity de Hamburgo. En la azotea del edificio se instalaron varias colonias de abejas, estimándose una población de unas 100.000 abejas.
Durante la pandemia de COVID-19 mundial, la demanda de inmuebles de alta gama continuó, con un aumento de las visitas virtuales a las propiedades.
A mediados de 2020, Christian Völkers se retiró gradualmente de la dirección de la empresa, pasando del consejo de administración al consejo de supervisión. En 2021, la firma de capital privado Permira anunció la adquisición de una participación mayoritaria en Engel & Völkers. La transacción tenía como objetivo fortalecer la posición de mercado de Engel & Völkers, en particular mediante la inversión en digitalización.

## Operaciones

### Estructura del grupo
La sociedad holding del grupo es Engel & Völkers Holding GmbH, con sede en Hamburgo. Las actividades empresariales incluyen inversiones de todo tipo. El negocio operativo es gestionado por filiales como Engel & Völkers GmbH en Alemania y Engel & Völkers Americas Inc.
Los accionistas mayoritarios de Engel & Völkers son fondos de capital privado de Permira, cuyas participaciones se canalizan a través de varias sociedades intermedias.
Christian Völkers desempeñó un papel importante en la configuración de la empresa durante muchos años. En agosto de 2020, renunció como Director Ejecutivo y Presidente del Consejo de Administración. Le sucedió Sven Odia, que era miembro del Consejo de Administración desde 2014.
Desde noviembre de 2023, la empresa está dirigida por Jawed Barna. Es el Director Ejecutivo de todo el grupo Engel & Völkers y Presidente del Consejo de Administración. Otros miembros del Consejo de Administración son Ricardo Arends, Rainer Klipp y Florian Wieser.

### Actividades comerciales
El negocio principal de Engel & Völkers es la intermediación de propiedades residenciales y comerciales de alta calidad. Para ello, el sistema de distribución de Engel & Völkers y el derecho de uso de la marca se conceden bajo licencia a agentes inmobiliarios independientes que gestionan su negocio de forma autónoma. Engel & Völkers emplea una plataforma digital propia para todos los procesos de contabilidad, marketing y otras áreas.
Los mercados principales de Engel & Völkers incluyen Norteamérica, Canadá, Alemania, Austria y Suiza. A estos se unen España, Portugal y Andorra, así como otros mercados clave como Italia, Francia, Grecia y Oriente Medio. Sudamérica también se considera una región en crecimiento.
En áreas metropolitanas, grandes ciudades, destinos turísticos populares y centros económicos y financieros clave, Engel & Völkers también opera con oficinas propias, conocidas como Market Centers. Se trata de ubicaciones más grandes, en las que trabajan hasta trescientos agentes inmobiliarios.
Además del negocio clásico de franquicias, Engel & Völkers ha concedido a socios licenciatarios individuales, empresarialmente independientes, el derecho a usar la marca en otras áreas relacionadas con el sector inmobiliario. Estas incluyen el desarrollo de propiedades hoteleras ("consultoría hotelera") y el asesoramiento sobre todas las clases de activos del sector inmobiliario ("consultoría de inversión").

## Publicaciones
La editorial Grund Genug Verlag fue fundada en 1988 y ahora es una filial de Engel & Völkers. Publica cuatro veces al año la revista GG (Grund Genug), que aborda de forma editorial temas de estilo de vida como arquitectura, diseño, moda y viajes, además de presentar una selección de propiedades exclusivas de la cartera de Engel & Völkers en todo el mundo.